# チキムラ県
チキムラ県（チキムラけん、スペイン語: Departamento de Chiquimula）は、グアテマラ東部、ノロリエンタル地方にある県で、グアテマラ国内ではLa Perla de Oriente（東の真珠）として知られている。
県都はチキムラで、首都のグアテマラシティから174kmの位置にある。

## 隣接する県
北はサカーパ県、南はエル・サルバドールとグアテマラ県と、東はホンジュラスと、西はハラーパ県とサカーパ県と接している。

## 下位行政区
県は下記の11自治体からなる（アルファベット順）。
1. カモタン (Camotán)
2. チキムラ (Chiquimula)
3. コンセプシオン・ラス・ミナス (Concepción Las Minas)
4. エスキプラス (Esquipulas)
5. イパラ (Ipala)
6. ホコタン (Jocotán)
7. オロパ (Olopa)
8. ケサルテペケ (Quezaltepeque)
9. サン・ハシント (San Jacinto)
10. サン・ホセ・ラ・アラダ (San José la Arada)
11. サン・フアン・エルミタ (San Juan Ermita)

## 経済
チキムーラ県の経済は農業生産に基盤を置いており、重要な産品はトウモロコシ、インゲンマメ、米、ジャガイモ、コーヒー豆、サトウキビ、カカオ、バナナ、タバコなどである。また、ウシの飼育も盛んで、国内の他県と比べて大規模な農場が多い。
他に重要な分野では、近年生産量が減少しているものの、鉱業があげられる。サン・ホセ・ラ・アラダでは石膏が産出されるし、県内にはベントナイトやパーライトなどが埋蔵されているとされる。コンセプション・ラス・ミナスのカニャダ地区では鉛、亜鉛、銀の鉱脈を求めて採掘がおこなわれている。
チキムーラ県の土壌は、さまざまな鉱物資源の宝庫となっており、銀、鉛、鉄、銅、アンチモン、石英、瀝青炭、砂金
などが、未開発の状態にある。
手工業部門については、多種多様なものがある。豊富なヤシの木を材料にして、帽子、ほうきや織物類が生産されるし、粘土からは陶器、瓦、煉瓦が製造される。楽器、家具なども製造される。
商業では、県都チキムラが重要な地位を占め、グアテマラ東部で最も重要な都市となっている。